# Vanquish
Vanquish (ヴァンキッシュ Vu~ankisshu) es un videojuego desarrollado por PlatinumGames y publicado por Sega. El juego fue lanzado a nivel mundial en octubre de 2010 para las consolas PlayStation 3, Xbox 360 y posteriormente en mayo de 2017 para Microsoft Windows. Es el primer juego de Shinji Mikami bajo la marca Platinum Games. El desarrollo del juego comenzó en 2007 y en enero de 2010 fue oficialmente anunciado tras publicarse un vídeo pre-renderizado mostrándonos al protagonista. Su productor es Atsushi Inaba. Shinji Mikami -director del juego- comentó que el juego ha sido desarrollado sobre la base de PlayStation 3 y posteriormente porteado a Xbox 360, para obtener un resultado casi idéntico, hecho que finalmente se ha logrado cumplir.

## Argumento
Vanquish tiene lugar en un futuro próximo, donde se ha disparado la población humana del planeta con tanta rapidez que las naciones de personas en todo el mundo están luchando por los escasos recursos disponibles. Los Estados Unidos de América ha tratado de aliviar sus propios problemas de energía mediante el lanzamiento de una estación espacial que alberga un generador de energía solar. Sin embargo, el gobierno de la Federación de Rusia en la Tierra ha sido derrocado en un golpe de Estado por las fuerzas ultra-nacionalistas que se hacen llamar la Orden de la Estrella de Rusia.
Las fuerzas rusas capturan la estación espacial y desvian la energía obtenida del sol en una onda de microondas que destruye San Francisco, con el objetivo de forzar a los EE. UU. a una entrega total e incondicional. El antagonista principal, conocido como Víctor Zaitsev, exige la renuncia del gobierno norteamericano o se elegirá Nueva York como su próximo objetivo.
La Presidenta de los Estados Unidos, Elizabeth Winters, se niega a dar marcha atrás en la cara de tal amenaza. En su lugar, toma al teniente coronel Robert Burns, un veterano de guerra condecorado, y lo pone a cargo de un grupo de trabajo recientemente llamado la Compañía Bravo. Este equipo está formado por varias fuerzas especiales que realizan actividades espaciales, marines veteranos, y los restos de la defensa de las fuerzas de EE. UU. a bordo de la estación espacial. Además de eso, ella también les da al protagonista del juego y personaje jugable, Sam Gideon (con la voz de Gideon Emery en la versión en inglés.)
Sam es un agente de la Agencia de Investigación de Proyectos Avanzados de Defensa (DARPA por sus siglas en inglés) equipado con un traje especial: el ARS (armadura de reacción aumentada); un traje de última generación equipado con una amplia gama de funciones, incluyendo propulsores jet en los brazos y en las piernas. Está armado con un sistema de armamento experimental llamado B.L.A.D.E., que es capaz de escanear cualquier tipo de arma existente y luego transformarse en una réplica perfecta de esa arma. Su capacidad de almacenar tres exploraciones a la vez significa que en un momento dado que puede cambiar de forma entre las tres armas completamente diferente.
En la superficie, esta misión le da a DARPA la oportunidad perfecta para probar el nuevo ARS sobre los rusos. Pero tanto las órdenes de la presidenta como el Secretario de Defensa es la de rescatar a un científico llamado Dr. Francisc Cándide, que trabajaba en el lugar cuando la estación fue atacada. También creó los sistemas de energía para el ARS y para la estación espacial. El doctor ha decidido tomar el asunto en sus propias manos y está tratando de desactivar el arsenal mismo antes de que pueda ser usado para destruir otra ciudad.

## Desarrollo
Shinji Mikami dijo que los gráficos Vanquish se inspiraron en parte por la serie de televisión animada Casshern.
Vanquish utiliza el motor de física Havok.
El tráiler de lanzamiento fue lanzado el 19 de octubre de 2010

## Curiosidades
Si se reserva el Vanquish en GameStop en América del Norte, vendrá con un paquete exclusivo de descarga de tres armas. Varios minoristas europeos ofrecen copias gratuitas de Bayonetta con las reservas del Vanquish.